# Ponteils-et-Brésis
Ponteils-et-Brésis è un comune francese di 339 abitanti situato nel dipartimento del Gard, nella regione dell'Occitania.

## Società

### Evoluzione demografica
Abitanti censiti